# 亚斯费尔舍圣捷尔吉
亚斯费尔舍圣捷尔吉（匈牙利語：Jászfelsőszentgyörgy，意为“亚斯-上圣捷尔吉”）是匈牙利亚斯-瑙吉孔-索尔诺克州所辖的一个村，与亚索尔绍圣捷尔吉（意为“亚斯-下圣捷尔吉”）相邻，总面积39.28平方公里，总人口1939，人口密度49.4人/平方公里（2010年1月1日）。